# Talamau
Le Talamau (Talakmau ou Ophir) est un volcan de Sumatra en Indonésie. Son altitude est de 2 919 m.